# Silvio Leonardi
Pour les articles homonymes, voir Leonardi (homonymie).
Silvio Leonardi (né le 16 juillet 1914 à Turin et mort le 21 avril 1990) est un ingénieur et homme politique italien, membre du Parti communiste.

## Biographie
Silvio Leonardi est élu député à la Chambre des députés pour la circonscription de Milan le 16 mai 1963, sur les listes du Parti communiste. Il est ensuite réélu en 1968, 1972, 1976.
Le 21 janvier 1969, il est élu parmi les représentants de la chambre des députés au Parlement européen.
Il est membre du Parlement européen de 1969 à 1984. Il est président de la Commission du règlement et des pétitions du 14 mars 1978 au 12 mars 1979.

## Publications
- Silvio Leonardi, « L'Europe et le mouvement socialiste », dans Fritz Dupont, La sécurité contre les libertés, Fédérop, 1979